# اس‌ام یوسی-۷۰
اس‌ام یوسی-۷۰ (به انگلیسی: SM UC-70) یک زیردریایی بود که طول آن ۱۶۵ فوت ۲ اینچ (۵۰٫۳۴ متر) بود. این زیردریایی در سال ۱۹۱۶ ساخته شد.